# NGC 7047
NGC 7047 ist eine Balken-Spiralgalaxie vom Hubble-Typ SBb im Sternbild Aquarius. Sie ist rund 266 Millionen Lichtjahre von der Milchstraße entfernt.
NGC 7047 wurde am 20. August 1873 von dem Astronomen Edouard Stephan entdeckt.